# Simo Puupponen
Simo Tapio Puupponen (* 23. Oktober 1915 in Kuopio; † 11. Oktober 1967 in Helsinki), besser bekannt unter dem Pseudonym Aapeli, war ein finnischer Journalist und Schriftsteller.
Er wurde in den 1940er Jahren zunächst mit Kolumnen für die ostfinnische Regionalzeitung Savon Sanomat bekannt, bevor er sich 1952 in Helsinki als freier Schriftsteller niederließ. Besonders in den 1950er Jahren wurde er mit humoristischen Romanen über das finnische Kleinstadtleben – besonders seiner Heimatstadt Kuopio – landesweit bekannt. 1959 wurden ihm zwei der bedeutendsten finnischen Literaturpreise zuerkannt, der Staatliteraturpreis sowie der Eino-Leino-Preis. 

## Werke
- Onnen pipanoita: eli viisikymmentä juttua elämän aurinkoiselta puolelta (1947)
- Siunattu hulluus (1948)
- Pajupilli: pakinoita (1950)
- Mutahäntä ja muita (1953)
- Koko kaupungin Vinski (1954), deutsche Übersetzung Das Unsichtbarkeitspulver
- Meidän herramme muurahaisia: kavalkadi pienestä kaupungista (1954)
- Sipuleita: lapsellisia juttuja (1956)
- Vinski ja Vinsentti: koko kaupungin Vinskin uusia seikkailuja (1956)
- Onnipussi eli 110 pikkujuttua sieltä täältä ynnä kertomus Siunattu hulluus (1957)
- Pikku Pietarin piha (1958), deutsche Übersetzung Der Hof des kleinen Petrus (1961)
- Onko koira kotona? Pakinoita (1960)
- Alvari, kananvahti (1961)
- Puuhevonen pakkasessa: familiäärejä kertomuksia triviaaleista aiheista (1962)
- Timonen ja muita tuttavia (1963)
- Pekko, runoilijan poika (1965)
- Kissa, kissa, kissa: pakinoita (1967)